# Episodi de Il Trono di Spade (seconda stagione)
La seconda stagione della serie televisiva Il Trono di Spade (Game of Thrones), composta da dieci episodi, è stata trasmessa sul canale statunitense HBO dal 1º aprile al 3 giugno 2012.
Negli Stati Uniti, il secondo episodio della stagione, The Night Lands, è stato reso disponibile in anteprima dal 2 aprile 2012 sul sito web HBO GO, mentre la sua messa in onda sull'emittente televisiva è avvenuta regolarmente l'8 aprile.
In Italia, la stagione è andata in onda in prima visione sul canale satellitare Sky Cinema 1 dall'11 maggio all'8 giugno 2012. È stata trasmessa in chiaro dal 6 febbraio al 6 marzo 2014 su Rai 4.
Cast
Durante questa stagione entrano nel cast principale Charles Dance, Liam Cunningham, John Bradley, Stephen Dillane, Carice van Houten, Natalie Dormer, James Cosmo, Jerome Flynn, Conleth Hill e Sibel Kekilli, mentre ne esce Jason Momoa.
| nº | Titolo originale           | Titolo italiano               | Prima TV USA   | Prima TV Italia |
| -- | -------------------------- | ----------------------------- | -------------- | --------------- |
| 1  | The North Remembers        | Il Nord non dimentica         | 1º aprile 2012 | 11 maggio 2012  |
| 2  | The Night Lands            | Oltre la Barriera             | 8 aprile 2012  | 11 maggio 2012  |
| 3  | What Is Dead May Never Die | Ciò che è morto non muoia mai | 15 aprile 2012 | 18 maggio 2012  |
| 4  | Garden of Bones            | Il Giardino di Ossa           | 22 aprile 2012 | 18 maggio 2012  |
| 5  | The Ghost of Harrenhal     | Il fantasma della fortezza    | 29 aprile 2012 | 25 maggio 2012  |
| 6  | The Old Gods and the New   | Vecchi e nuovi dei            | 6 maggio 2012  | 25 maggio 2012  |
| 7  | A Man Without Honor        | Un uomo senza onore           | 13 maggio 2012 | 1º giugno 2012  |
| 8  | The Prince of Winterfell   | Il principe di Grande Inverno | 20 maggio 2012 | 1º giugno 2012  |
| 9  | Blackwater                 | L'assedio                     | 27 maggio 2012 | 8 giugno 2012   |
| 10 | Valar Morghulis            | Chiunque può essere ucciso    | 3 giugno 2012  | 8 giugno 2012   |

## Il Nord non dimentica
- Titolo originale: The North Remembers
- Diretto da: Alan Taylor
- Scritto da: David Benioff e D.B. Weiss

### Trama
Il fratello mezzano del defunto re Robert, Stannis, Lord di Roccia del Drago, si autoincorona re di Westeros. Infatti Stannis, dopo aver ricevuto la lettera di Eddard, che lo informava della vera natura dei figli di suo fratello Robert, avverte i Sette Regni che Joffrey, Tommen e Myrcella sono stati generati da un incesto e che quindi sono indegni di sedere sul Trono di Spade, dichiarandosi lui stesso vero erede.
Il maestro di Roccia del Drago, Maestro Cressen, si preoccupa dell'influenza che Melisandre, sacerdotessa del culto di R'hllor, il Signore della Luce, ha su re Stannis e quindi tenta di avvelenarla, ma la donna è immune al veleno e sarà lo stesso Cressen a morire.
Ad Approdo del Re, intanto, si tengono i festeggiamenti per il compleanno di re Joffrey, che tuttavia vengono interrotti dall'arrivo di suo zio, Tyrion, giunto nella capitale per ricoprire il ruolo di sostituto Primo Cavaliere del re, in vece di suo padre Tywin, ancora impegnato in guerra. Cersei è furiosa per la cosa, ma alla fine accetta la nuova situazione.
Dopo aver saputo della lettera mandata da Stannis circa l'incesto dei fratelli Lannister, re Joffrey discute animatamente con Cersei e, successivamente, all'insaputa della madre, dà ordine ai membri della Guardia Cittadina, ovvero le Cappe Dorate, di uccidere tutti i figli illegittimi del defunto re Robert. Gendry, fortunatamente, è già fuori città e percorre la Strada del Re verso nord, insieme a Yoren e alle sue reclute, tra cui vi è anche Arya (sotto mentite spoglie).
All'accampamento degli uomini del Nord, Robb visita il suo prigioniero, Jaime, rinfacciandogli il suo incesto e incolpandolo della morte di Eddard, poi lo informa che intende inviare suo cugino, Alton Lannister, ad Approdo del Re, con dei termini di pace.
Successivamente, Robb invia Theon dal padre Balon Greyjoy, per convincerlo ad unirsi a loro con tutta la forza navale delle Isole di Ferro, e sua madre Cat da Renly, per negoziare un'alleanza col fratello minore del defunto re: lady Catelyn è però contraria all'allontanamento di Theon.
A Grande Inverno, Bran tiene il ruolo di Lord Protettore del Nord in vece del fratello Robb.
Oltre la Barriera, i Guardiani della Notte giungono all'insediamento di Craster, un bruto amico della confraternita, incestuoso e poligamo. Quest'ultimo fornisce loro informazioni sugli altri bruti e sul loro leader, Mance Rayder, autoproclamatosi Re oltre la Barriera, che un tempo era membro dei Guardiani della Notte.
Oltre il Mare Stretto, Daenerys ed i suoi seguaci attraversano la Desolazione Rossa, sperando di trovare un riparo. Il viaggio è molto difficile e, alla fine, Daenerys decide di inviare i suoi tre Fratelli di Sangue, ovvero cavalieri che le hanno giurato fedeltà, in tre direzioni diverse, in cerca di eventuali città abitate.
- Durata: 53 minuti[3]
- Guest star: Donald Sumpter (Maestro Luwin), Ron Donachie (Ser Rodrik Cassel), Julian Glover (Gran Maestro Pycelle), Robert Pugh (Craster), Natalia Tena (Osha), Oliver Ford Davies (Maestro Cressen), Mark Stanley (Grenn), Ben Crompton (Eddison Tollet), Joe Dempsie (Gendry), Ben Hawkey (Frittella), Eros Vlahos (Lommy Maniverdi), Roxanne McKee (Doreah), Amrita Acharia (Irri), Elyes Gabel (Rakharo), Steven Cole (Kovarro), Kristian Nairn (Hodor), Esmé Bianco (Ros), Dominic Carter (Lord Janos Slynt), Kerr Logan (Matthos Seaworth), Tony Way (Ser Dontos Hollard), Hannah Murray (Gilly), Karl Davies (Alton Lannister), Ian Beattie (Ser Meryn Trant), Pat Mooney (Lord del Nord), Sahara Knite (Armeca), Maisie Dee (Daisy), Antonia Christophers (Mhaegen), Aimee Richardson (Principessa Myrcella Baratheon), Callum Wharry (Principe Tommen Baratheon), Andrew Wilde (Tobho Mott), Nathalie Lee (Chella), Gordon Fulton (Lord Portan), Marko Cindric (Araldo del torneo), Josephine Gillan (Marei), Dennis Stokes (Prostituto), Tobias Winter (Timett)[4].
- Capitoli trasposti dalle Cronache del ghiaccio e del fuoco: 1 (Prologo), 3 (Sansa I), 4 (Tyrion I), 5 (Bran I), 8 (Catelyn I), 11 (Davos I), 13 (Daenerys I) e 24 (Jon III) del romanzo Lo scontro dei re (A Clash of Kings).
- Tracce della colonna sonora presenti: The Throne Is Mine, Warrior of Light.
- Ascolti USA: telespettatori 3 858 000[5]
- Ascolti Italia (pay): telespettatori 373 837[6]
- Ascolti Italia (free): telespettatori 421 000 – share 1,42%[7]

## Oltre la Barriera
Questo episodio non è da confondere con quello omonimo della settima stagione.
- Titolo originale: The Night Lands
- Diretto da: Alan Taylor
- Scritto da: David Benioff e D.B. Weiss

### Trama
Ad Approdo del Re, Tyrion arriva nelle sue stanze private e trova Shae, la sua prostituta segreta, che conversa con lord Varys. Tyrion e Varys si scambiano sottili e reciproche minacce: Varys potrebbe divulgare la presenza di Shae a corte, scatenando l'ira di Tywin, il padre del Folletto, mentre quest'ultimo minaccia Varys di morte.
In una seduta del Concilio Ristretto, la regina reggente Cersei legge le condizioni di pace di Robb ed una lettera del Comandante dei Guardiani della Notte, lord Mormont, il quale chiede più uomini per proteggere la Barriera. Tyrion esautora quindi Janos Slynt dal comando della Guardia Cittadina, rendendolo un Guardiano della Notte e sperando così di allontanare la sorella dai suoi lacchè. Successivamente, Cersei ha un duro confronto con Tyrion, il quale comprende che Slynt era un fedelissimo di Joffrey e non della regina.
A Roccia del Drago, Davos Seaworth, ex contrabbandiere ed ora principale alleato di re Stannis, insieme al figlio Matthos, assolda il pirata Salladhor Saan, vecchio amico di Davos, per unirsi alla guerra di Stannis con la sua flotta.
Melisandre seduce Stannis e gli promette un figlio maschio, ma solo se egli si darà completamente al culto del Signore della Luce.
Theon giunge per la prima volta dalla sua infanzia alle Isole di Ferro, ma viene accolto come un forestiero. Sua sorella, Yara Greyjoy, lo conduce allora al castello di Pyke (capoluogo delle Isole di Ferro), dal padre Balon, dove Theon gli presenta l'offerta di alleanza di Robb. Balon, però, la rifiuta.
Dall'altra parte del Mare Stretto, un cavallo fa ritorno all'accampamento di Daenerys, portando nelle sue borse la testa di uno degli esploratori: un avvertimento di stare alla larga da quel posto da parte di uno dei Khal ex sottoposti di Drogo.
Sulla Strada del Re, due Cappe Dorate raggiungono la carovana delle reclute dei Guardiani della Notte diretta alla Barriera. Il capo Yoren riceve un mandato reale di arresto per Gendry ma, non volendo consegnare il ragazzo, l'uomo minaccia le due guardie e le allontana.
 Gendry, successivamente, rivela ad Arya che sa che lei è una ragazza, così la piccola aggiunge anche di essere una Stark.
Oltre la Barriera, Samwell cerca di aiutare Gilly, una delle figlie e mogli di Craster, che è recentemente rimasta incinta. La ragazza e Sam vanno quindi a chiedere aiuto a Jon, implorandolo di portarla via con loro, ma quest'ultimo rifiuta.
Più tardi, Craster abbandona uno dei suoi figli neonati nei boschi; Jon lo segue di nascosto e vede il neonato venir rapito da un Estraneo. Craster, però, lo scopre, lo colpisce alla testa e così il ragazzo sviene.
- Durata: 53 minuti[8]
- Guest star: Julian Glover (Gran Maestro Pycelle), Robert Pugh (Craster), Patrick Malahide (Re Balon Greyjoy), Francis Magee (Yoren), Dominic Carter (Lord Janos Slynt), Tom Wlaschiha (Jaqen H'ghar), Joe Dempsie (Gendry), Mark Stanley (Grenn), Ben Crompton (Eddison Tollet), Roxanne McKee (Doreah), Amrita Acharia (Irri), Steven Cole (Kovarro)[9], Ben Hawkey (Frittella), Eros Vlahos (Lommy Mamiverdi), Esmé Bianco (Ros), Andy Beckwith (Rorge), Gemma Whelan (Principessa Yara Greyjoy), Kerr Logan (Matthos Seaworth), Lucian Msamati (Salladhor Saan), Hannah Murray (Gilly), Karl Davies (Alton Lannister), Amy Dawson (Figlia del capitano), Sahara Knite (Armeca), Jer O'Leary (Scaricatore di porto), Gerard Jordan (Mordente), Daniel Portman (Podrick Payne), Ian Whyte (Estraneo), Sam Callis (Cappa Dorata), Derek Reid (Cliente insoddisfatto di Ros), Josephine Gillan (Marei), Dennis Stokes (Prostituto).
- Capitoli trasposti dalle Cronache del ghiaccio e del fuoco: 6 (Arya II), 9 (Tyrion II), 10 (Arya III), 11 (Davos I), 12 (Theon I), 13 (Daenerys I), 20 (Arya V), 21 (Tyrion V), 24 (Jon III), 25 (Theon II) e 26 (Tyrion VI) del romanzo Lo scontro dei re (A Clash of Kings).
- Tracce della colonna sonora presenti: What Is Dead May Never Die, Warrior of Light, We Are the Watchers on the Wall.
- Ascolti USA: telespettatori 3 759 000[10]
- Ascolti Italia (pay): telespettatori 307 412[6]
- Ascolti Italia (free): telespettatori 449 000 – share 1,68%[7]

## Ciò che è morto non muoia mai
- Titolo originale: What Is Dead May Never Die
- Diretto da: Alik Sakharov
- Scritto da: Bryan Cogman

### Trama
Oltre la Barriera, Craster caccia Jon e gli altri Guardiani della Notte dalle sue terre.
Successivamente, il Lord Comandante Mormont rivela a Jon che è consapevole del fatto che Craster abbandoni i suoi figli maschi nella foresta; il bruto, tuttavia, è parte essenziale nella campagna dei Guardiani della Notte al di là della Barriera, perché fornisce aiuto agli altri membri del loro ordine, quindi è stato un male, per Jon, inimicarselo.
Ad Approdo del Re, Tyrion consiglia a Shae di lavorare come sguattera nelle cucine, ma lei si rifiuta di farlo.
La regina reggente Cersei cena con Sansa, la principessa Myrcella e il principino Tommen: i quattro discutono della guerra e del fidanzamento di Sansa con re Joffrey.
In seguito, la giovane Stark viene accolta nelle sue stanze da Shae, che si presenta come nuova ancella della lady.
Più tardi, Tyrion propone separatamente al Gran Maestro Pycelle, a Varys e a Baelish tre accordi matrimoniali, riguardanti la principessa Myrcella, diversi tra loro: in tutti e tre i casi, Tyrion fa giurare agli interlocutori di mantenere segreta la discussione, per scoprire chi tra loro è vicino a Cersei. 
 Alla fine, la furia della regina reggente smaschera il Gran Maestro Pycelle: Tyrion decide allora di rinchiuderlo in una cella buia, non prima di avergli dimostrato di conoscere la verità sulla paternità dei figli di sua sorella.
Anche Ditocorto scopre il piano del Folletto e, dopo un iniziale risentimento, riceve di buon grado da Tyrion l'ordine di avvicinare Catelyn (di cui è da sempre innamorato), per ottenere la restituzione di Jaime.
Più tardi, lord Varys si complimenta con Tyrion per aver mostrato il suo potere e lo informa che Shae si sta abituando al suo nuovo lavoro di ancella alle dipendenze di Sansa.
A Grande Inverno, Bran sogna nuovamente di essere il suo meta-lupo, Estate. Quando il ragazzino chiede a Maestro Luwin, fidato consigliere degli Stark, delle delucidazioni sui suoi sogni, egli gli risponde che la magia non è più reale, che i draghi sono tutti morti, che i Figli della Foresta (un antico popolo che un tempo abitava i Sette Regni) sono estinti e che i sogni non sempre si avverano.
Nelle Terre della Tempesta (altro regno facente parte dei Sette Regni e amministrato dalla Casa Baratheon), Renly e la neo moglie, Margaery Tyrell, figlia del Lord Protettore dell'Altopiano, si sono autonominati re e regina dei Sette Regni. I due assistono ad un torneo nel quale Loras, fratello maggiore di Margaery, viene sconfitto dalla guerriera Brienne di Tarth. Catelyn arriva in tempo per assistere alla vittoria di Brienne, la quale chiede, e alla fine ottiene, di far parte della Guardia Reale di re Renly.
Renly è sicuro che la sua armata, composta da 100.000 soldati, possa battere i Lannister, ma Catelyn gli ricorda che i suoi uomini sono ancora inesperti.
Più tardi, Loras si rifiuta di avere un rapporto sessuale con Renly, almeno fino a quando quest'ultimo non avrà consumato il suo matrimonio con Margaery: il re, infatti, a causa della sua omosessualità, non riesce a giacere con la sposa. Margaery, tuttavia, gli rivela di essere pienamente consapevole della sua relazione con il fratello e, in modo molto pragmatico, insiste sul fatto di continuare a provare ad avere un bambino, come prova inconfutabile della loro alleanza.
A Pyke, Balon dichiara il suo regno indipendente dai Sette Regni e progetta un'invasione del Nord. Theon è contrario, ma il padre è irremovibile e tra i due scoppia un breve diverbio. A quel punto, interviene Yara, che dice a Theon di scegliere dove riporre la sua lealtà: il ragazzo scrive una lettera a Robb, per avvertirlo dei piani di Balon ma, dopo aver ripensato alle parole della sorella, con rammarico brucia il foglio.
Per rendere evidente la sua lealtà, Theon riceve il battesimo del Dio Abissale, divinità primaria degli Uomini di Ferro, che non credono né ai Sette Dèi venerati nel sud, né agli Antichi Dèi venerati nel nord di Westeros.
In un avamposto sulla Strada del Re, Arya parla con Yoren dell'esecuzione di suo padre, prima che i due vengano sorpresi da un corno di guerra nelle vicinanze. Ser Amory Lorch, sottoposto di Tywin Lannister, accorso in ausilio delle Cappe Dorate, impone a Yoren di consegnargli Gendry, ma il Guardiano della Notte si rifiuta ancora una volta di farlo. La battaglia che segue porta alla morte di Yoren e di un ragazzino amico di Arya, Lommy Maniverdi. Durante lo scontro, inoltre, Arya libera tre pericolosi prigionieri dalla loro gabbia, ma tutti i sopravvissuti vengono poi catturati e indirizzati alla prigione di Harrenhal dagli armigeri Lannister.
Alla fine, ser Amory raduna i superstiti e chiede chi di loro sia Gendry: Arya indica quindi il corpo di Lommy e viene creduta, dal momento che il cadavere del ragazzo giace vicino ad un elmo che sarebbe dovuto servire alle Cappe Dorate per riconoscere Gendry.
- Durata: 53 minuti[11]
- Guest star: Donald Sumpter (Maestro Luwin), Ron Donachie (Ser Rodrik Cassel)[9], Julian Glover (Gran Maestro Pycelle), Robert Pugh (Craster), Patrick Malahide (Re Balon Greyjoy), Francis Magee (Yoren), Gethin Anthony (Re Renly Baratheon), Joe Dempsie (Gendry), Tom Wlaschiha (Jaqen H'ghar), Gwendoline Christie (Lady Brienne di Tarth), Finn Jones (Ser Loras Tyrell), Ben Hawkey (Frittella), Eros Vlahos (Lommy Maniverdi), Gemma Whelan (Principessa Yara Greyjoy), Kristian Nairn (Hodor), Hannah Murray (Gilly), Fintan McKeown (Ser Amory Lorch), Andy Kellegher (Polliver), Andy Beckwith (Rorge), Gerard Jordan (Mordente), Jonathan Ryan (Sacerdote del Dio Abissale), Aimee Richardson (Principessa Myrcella Baratheon), Callum Wharry (Principe Tommen Baratheon), Maisie Dee (Daisy), Tobias Winter (Timett), Ken Fletcher (Gerald), Darren Killeen (Ser Colen di Greenpools), Sam Callis (Cappa Dorata).
- Capitoli trasposti dalle Cronache del ghiaccio e del fuoco: 9 (Tyrion II), 15 (Arya IV), 18 (Tyrion IV), 20 (Arya V), 23 (Catelyn II), 24 (Jon III), 25 (Theon II), 26 (Tyrion VI), 29 (Bran IV) e 45 (Tyrion X) del romanzo Lo scontro dei re (A Clash of Kings).
- Tracce della colonna sonora presenti: What Is Dead May Never Die.
- Ascolti USA: telespettatori 3 766 000[12]
- Ascolti Italia (pay): telespettatori 294 788[13]
- Ascolti Italia (free): telespettatori 370 000 – share 1,24%[14]

## Il Giardino di Ossa
- Titolo originale: Garden of Bones
- Diretto da: David Petrarca
- Scritto da: Vanessa Taylor

### Trama
Sul campo di battaglia, Robb vince un altro scontro con i Lannister. Successivamente, il giovane re discute con lord Bolton degli ostaggi Lannister catturati dagli uomini del Nord: Bolton propone la tortura e l'eliminazione dei sopravvissuti, ma Robb rifiuta di farlo, ricordandogli che il nemico possiede ancora le sue due sorelle.
Il Re del Nord incontra, successivamente, un'infermiera neutrale e straniera di nome Talisa Maegyr, aiutandola per l'amputazione di una gamba di un soldato ferito. Nonostante l'atteggiamento gentile di Robb, Talisa lo ritiene responsabile della carneficina della battaglia: il suo spirito e la sua schiettezza lasciano il ragazzo impressionato.
Ad Approdo del Re, re Joffrey continua a diventare sempre più crudele e, dopo aver sentito dell'ultima vittoria di Robb, ordina a ser Meryn Trant, una sua Guardia Reale, di infliggere dolore a Sansa. Fortunatamente, Tyrion e Bronn arrivano in tempo per placare la situazione.
In seguito, Bronn suggerisce che il sesso potrebbe calmare il giovane re, quindi Tyrion organizza per Joffrey un incontro con le prostitute Ros e Daisy, ma il ragazzo non corrisponde all'offerta e costringe Ros a colpire e a ferire gravemente Daisy.
Cersei, intanto, manda Lancel Lannister, suo cugino e nuovo amante, dal fratello Tyrion, per far rilasciare il Gran Maestro Pycelle, suo personale lacchè. Tyrion, però, rivela a Lancel di essere al corrente della sua relazione incestuosa con Cersei e lo ricatta per ottenere informazioni sulla sorella.
Arya e Gendry sono appena giunti nelle celle di Harrenhal e, assieme agli altri prigionieri, vengono condotti in un'enorme gabbia, posta sotto il controllo dell'esercito dei Lannister. I secondini, sotto il comando di ser Gregor, torturano e uccidono prigionieri tutti i giorni.
Dopo alcuni giorni di detenzione, Gendry viene selezionato per essere il prossimo torturato, ma fortunatamente lord Tywin, appena giunto alla fortezza, interrompe i suoi uomini ed ordina ai prigionieri di mettersi a lavorare. Quando il soldato Polliver si scaglia contro Arya, a cui ha rubato la spada chiamata Ago, Tywin riconosce che è solo una ragazzina e pertanto la assume come sua coppiera personale.
Dall'altra parte del Mare Stretto, Daenerys viene a sapere da Kovarro, suo cavaliere di sangue, che la città di Qarth è vicina e che "i Tredici" sono disposti ad accogliere la Madre dei Draghi, ma ser Jorah la avverte che a Qarth si trova il “Giardino di Ossa”, un deserto brutale nel quale giacciono i resti delle persone allontanate dalla città.
Quando l'orda di Daenerys arriva a Qarth, i Tredici, ovvero i capi della città, escono dalle mura ed uno di loro inizia a chiedere di poter vedere i draghi della giovane Targaryen. Daenerys si rifiuta di mostrare loro le creature e chiede che la sua gente venga prima accolta all'interno della città. I Tredici, allora, la respingono, ma poi uno di loro, Xaro Xhoan Daxos, si schiera dalla parte di Dany e, con un giuramento di sangue, garantisce per lei e per il suo khalasar: potranno entrare nella città.
Nelle Terre della Tempesta, Baelish arriva all'accampamento di Renly per discutere dell'assedio di Approdo del Re e di una possibile pace.
Più tardi, Ditocorto parla a Margaery del suo recente matrimonio e del rapporto di Renly con suo fratello Loras, ma la giovane regina respinge le sue domande e gli intima di farsi gli affari suoi.
Baelish incontra poi Catelyn, che va su tutte le furie non appena lo vede. Ditocorto, allora, le dice che i Lannister vogliono scambiare Sansa ed Arya per ser Jaime e le consegna i resti del marito, il defunto lord Eddard.
Più tardi, Renly e Catelyn incontrano Stannis e Melisandre con i rispettivi eserciti al seguito e i quattro discutono: Stannis offre a Renly la possibilità di unire i loro due eserciti in cambio di diventare il suo erede, ma entrambi si dichiarano i soli veri re e quindi si respingono a vicenda.
Quella notte, Stannis ordina a Davos di portare Melisandre di soppiatto nelle grotte di Capo Tempesta (capoluogo delle Terre della Tempesta). Una volta giunti sul posto, Melisandre si spoglia e mostra di essere in una fase avanzata di gravidanza, poi partorisce un'orribile creatura composta di pura ombra, che scompare in una nuvola di fumo.
- Durata: 51 minuti[15]
- Guest star: Gethin Anthony (Re Renly Baratheon), Nicholas Blane (Re delle Spezie), Nonso Anozie (Xaro Xhoan Daxos), Michael McElhatton (Lord Roose Bolton), Joe Dempsie (Gendry), Eugene Simon (Ser Lancel Lannister), Oona Chaplin (Lady Talisa Maegyr), Gwendoline Christie (Lady Brienne di Tarth), Ian Hanmore (Pyat Pree), Roxanne McKee (Doreah), Amrita Acharia (Irri), Steven Cole (Kovarro), Ben Hawkey (Frittella), Finn Jones (Ser Loras Tyrell), Esmé Bianco (Ros), Ian Whyte (Ser Gregor Clegane), Ian Beattie (Ser Meryn Trant), Tony Way (Dontos Hollard), Anthony Morris (Messer Sottile), Sam MacKay (Guardia dei Lannister), David Fynn (Rennick), Andy Kellegher (Polliver), Maisie Dee (Daisy), Gina Moxley (Prigioniera dei Lannister), Fintan McKeown (Ser Amory Lorch), Emmet O'Riabhaigh (Ferito dei Lannister), Donal Gallery (Prigioniero dei Lannister), Slavko Juraga (Membro dei Tredici).
- Capitoli trasposti dalle Cronache del ghiaccio e del fuoco: 13 (Daenerys I), 15 (Arya IV), 28 (Daenerys II), 30 (Tyrion VII), 32 (Catelyn III), 33 (Sansa III), 40 (Catelyn V) e 43 (Davos II) del romanzo Lo scontro dei re (A Clash of Kings).
- Tracce della colonna sonora presenti: You Win or You Die, Warrior of Light, Qarth, I Am Hers, She Is Mine, The North Remembers.
- Ascolti USA: telespettatori 3 654 000[16]
- Ascolti Italia (pay): telespettatori 294 788[13]
- Ascolti Italia (free): telespettatori 382 000 – share 1,45%[14]

## Il fantasma della fortezza
- Titolo originale: The Ghost of Harrenhal
- Diretto da: David Petrarca
- Scritto da: David Benioff e D.B. Weiss

### Trama
Nelle Terre della Tempesta, Renly e Catelyn, in presenza di Brienne, discutono di una possibile alleanza tra le rispettive famiglie, accomodati nella tenda del re, ma quest'ultimo viene improvvisamente pugnalato e ucciso dalla creatura oscura generata da Melisandre. Due delle guardie di Renly entrano nella tenda e accusano Brienne di omicidio, ma vengono uccise per legittima difesa. A quel punto, Catelyn e Brienne fuggono e si dirigono verso l'esercito del Nord. 
 Lungo la strada, Brienne giura fedeltà a lady Catelyn.
La morte di Renly provoca confusione tra i suoi uomini, che si agitano e abbandonano l'accampamento, mentre ser Loras incolpa Stannis della morte del compagno. Baelish e la vedova di Renly, Margaery, lo convincono che la sua vendetta dovrà aspettare, poiché devono fuggire dalla flotta di Stannis in arrivo.
Una volta che Stannis raggiunge il campo, tutti gli ex alfieri di Renly, tranne i Tyrell, gli si sottomettono.
Davos avverte Stannis di stare lontano da Melisandre, poiché i suoi uomini, i suoi soldati, sussurrano che lei lo stia manipolando. Stannis accetta quindi il consiglio di Davos e decide di non portare Melisandre con sé, durante il suo assedio ad Approdo del Re; inoltre, dà a Davos il comando della sua intera flotta.
Nella capitale, Lancel confessa a Tyrion che la regina reggente Cersei sta richiedendo, all'Ordine dei Piromanti, grandi quantità di Altofuoco, una sostanza chimica altamente esplosiva. Il Folletto visita dunque il funzionario piromante Hallyne, che gli mostra un nascondiglio segreto di quasi ottomila recipienti di Altofuoco, che Joffrey intende catapultare sulle forze di Stannis quando attaccheranno la città. 
 Bronn mette in guardia Tyrion dai pericoli del piano: l'Altofuoco potrebbe infliggere più danni a loro piuttosto che al nemico, ma il Folletto decide di usarlo comunque.
Sulle Isole di Ferro, intanto, Theon è stato nominato capitano di un piccolissimo contingente di uomini, con l'ordine di fare da diversivo alla più numerosa flotta di sua sorella Yara. Prima ancora di salpare, però, l'equipaggio di Theon gli manca apertamente di rispetto e lo abbandona a terra. A quel punto, il primo ufficiale Dagmer arriva in suo aiuto e gli suggerisce che sarà necessario ottenere il rispetto degli uomini con una missione più impressionante di quella; così, quando Dagmer propone un assalto a Piazza di Torrhen, piazzaforte degli Stark situata nel Nord, Theon si mostra subito d'accordo.
A Grande Inverno, intanto, Bran continua a dimostrarsi un leader capace e, in assenza della sua famiglia, inizia ad impartire ordini militari dopo che Piazza di Torrhen viene assaltata dagli Uomini di Ferro.
 Più tardi, Osha discute con Bran circa i suoi sogni recenti e, a quel punto, il ragazzino le descrive un sogno in cui viene distrutta e allagata tutta quanta Grande Inverno; inoltre, il piccolo lord chiede ad Osha informazioni sul Corvo a Tre Occhi, misteriosa entità che gli si è manifesta in sogno, ma la bruta non gli risponde.
Oltre la Barriera, i Guardiani della Notte continuano ad andare sempre più a nord e, infine, si accampano al Pugno dei Primi Uomini. Qui si incontrano con Qhorin il Monco, un esperto ranger della confraternita. Successivamente, Qhorin li avverte che i bruti sono diventati più organizzati e pericolosi sotto la guida dell'ex ranger Mance Rayder e che quest'ultimo sta radunando tutta quanta la sua gente.
Dall'altra parte del Mare Stretto, Daenerys si sta godendo le cortesie di corte a Qarth e sta guardando i suoi tre piccoli draghi crescere.
Xaro Xhoan Daxos, ansioso di legittimare alcune sue segrete ambizioni, si avvicina a Dany e le chiede di sposarlo in cambio di ricchezze e risorse sufficienti per riconquistare il Trono di Spade, ma ser Jorah si oppone al matrimonio pianificato e sollecita la sua regina a farsi strada da sola, offrendosi di andare al porto per cercarle una nave ed un capitano per lasciare Qarth.
Nel frattempo, Qhorin ammette di volersi infiltrare, con un piccolo contingente di uomini, nel campo dei bruti ed eliminare il Re oltre la Barriera, per porre fine al problema. L'attendente Snow insiste sulla necessità di unirsi al suo gruppo e, alla fine, la sua richiesta viene accolta.
Nella fortezza di Harrenhal, Arya serve come coppiera di lord Tywin e, durante una riunione del Consiglio di Guerra, l'uomo scopre che la ragazzina viene dal Nord, ma non riesce ad estrapolarle altre informazioni.
Arya, successivamente, incontra Jaqen H'ghar, uno dei tre pericolosi prigionieri che aveva precedentemente liberato dalla gabbia, ora travestito da guardia Lannister. Jaqen intende restituire il favore ad Arya, che aveva salvato la sua vita e quella degli altri due prigionieri, pertanto si offre di uccidere tre persone a sua scelta. Arya decide che la sua prima vittima debba essere il crudele torturatore di Harrenhal che, poco tempo dopo, cade da un cornicione, morendo sul colpo.
- Durata: 54 minuti[17]
- Guest star: Donald Sumpter (Maestro Luwin), Roy Dotrice (Hallyne), Ron Donachie (Ser Rodrik Cassel), Gwendoline Christie (Lady Brienne di Tarth), Natalia Tena (Osha), Gethin Anthony (Re Renly Baratheon), Ian Hanmore (Pyat Pree), Tom Wlaschiha (Jaqen H'ghar), Joe Dempsie (Gendry), Eugene Simon (Ser Lancel Lannister), Simon Armstrong (Qhorin il Monco), Mark Stanley (Grenn), Finn Jones (Ser Loras Tyrell), Ben Crompton (Eddison Tollet), Roxanne McKee (Doreah), Amrita Acharia (Irri), Steven Cole (Kovarro), Nonso Anozie (Xaro Xhoan Daxos), Gemma Whelan (Principessa Yara Greyjoy), Kristian Nairn (Hodor), Ben Hawkey (Frittella), Ralph Ineson (Dagmer), Forbes KB (Black Lorren), Fintan McKeown (Ser Armory Lorch), Edward Tudor Pole (Tumultuoso di Approdo del Re), Laura Pradelska (Quaithe), Patrick Fitzsymons (Reginald Lannister), Art Parkinson (Principe Rickon Stark), Aimee Richardson (Principessa Myrcella Baratheon), Anthony Morris (Messer Sottile), Donagh Deeney (Pastore di Grande Inverno), Kristina Krepela (Donna di Qarth), Slavko Juraga (Membro dei Tredici).
- Capitoli trasposti dalle Cronache del ghiaccio e del fuoco: 21 (Tyrion V), 28 (Daenerys II), 31 (Arya VII), 34 (Catelyn IV), 35 (Jon IV), 36 (Bran V), 37 (Tyrion VIII), 38 (Theon III), 40 (Catelyn V), 43 (Davos II) e 44 (Jon V) del romanzo Lo scontro dei re (A Clash of Kings).
- Tracce della colonna sonora presenti: What Is Dead May Never Die, Warrior of Light, Valar Morghulis, We Are the Watchers on the Wall, The Old Gods and the New.
- Ascolti USA: telespettatori 3 903 000[18]
- Ascolti Italia (pay): telespettatori 390 299[19]
- Ascolti Italia (free): telespettatori non disponibili – share 1,22%[20]

## Vecchi e nuovi dei
- Titolo originale: The Old Gods and the New
- Diretto da: David Nutter
- Scritto da: Vanessa Taylor

### Trama
Nel Nord, Theon conquista Grande Inverno con soli venti uomini, dopo il diversivo di Piazza di Torrhen, poi si proclama Principe e Lord di Grande Inverno. Bran è quindi costretto a cedergli la fortezza, non disponendo di alcun soldato per contrattaccare.
Ser Rodrik Cassel, capo degli armati di Grande Inverno, viene catturato all'esterno delle mura e portato al cospetto di Theon, cui inveisce contro pesantemente. Theon viene quindi indotto a giustiziare Rodrik dal suo primo ufficiale Dagmer.
Più tardi, quella sera, la serva bruta Osha seduce Theon, offrendogli il suo corpo in cambio della libertà.
Dopo l'amplesso, mentre Theon sta dormendo, Osha inventa uno stratagemma per scappare dal castello assieme allo stalliere dalla mente semplice (Hodor), Bran, Rickon e i loro due meta-lupi, Estate e Cagnaccio.
Nelle Terre dell'Ovest (altro regno facente parte dei Sette Regni e amministrato dalla famiglia Lannister), intanto, Catelyn ritorna all'accampamento militare del figlio Robb, in compagnia di Brienne.
Poco dopo, re Robb incontra nuovamente l'infermiera neutrale Talisa e deduce che la ragazza sia nobile, ma ella si rifiuta di rivelargli la sua vera identità.
Più tardi, Robb viene a sapere che i presentimenti di Catelyn sui Greyjoy si sono avverati e, alla notizia che Theon lo ha tradito e ha preso Grande Inverno, il Re del Nord vorrebbe subito tornare in patria per reclamare la sua città. Il suo alfiere, Roose Bolton, gli propone invece di inviare suo figlio bastardo, Ramsay Snow, con un'armata al seguito, a riconquistare Grande Inverno in sua vece. Robb è d'accordo, ma chiede che Theon gli venga portato vivo.
Oltre la Barriera, il Monco continua la spedizione per trovare i bruti e, assieme a Jon e ad altri Guardiani della Notte, riesce ad ucciderne due accampati nelle vicinanze. L'unica a rimanere in vita è una ragazza di nome Ygritte. Dopo che la giovane si è vantata della forza del suo esercito, Qhorin ordina a Jon di ucciderla, mentre lui e gli altri andranno in avanscoperta, e di raggiungere poi il resto del gruppo.
Jon, rimasto solo, viene preso da una forte esitazione e la bruta riesce a sfuggirgli. Dopo l'inseguimento, Jon riesce a fermare Ygritte, ma ora i due si trovano troppo lontani dal gruppo dei ranger. La notte si avvicina rapidamente e, non potendo accendere fuochi né trovare un riparo, Jon è costretto a dormire con Ygritte all'aria aperta. La bruta convince il giovane a dormire vicino a lei, così da scaldarsi a vicenda ma, poco dopo, inizia a muoversi e a strusciarsi, cercando di far eccitare Snow, solo che quest'ultimo le intima di stare ferma e di continuare a dormire.
Ad Approdo del Re, la principessa Myrcella salpa per Dorne (altro regno facente parte dei Sette Regni e amministrato dalla Casa Martell), per via della decisione di suo zio Tyrion di darla in sposa all'erede della famiglia Martell, in modo tale da allontanarla dalla capitale e tenerla al sicuro, nel caso la guerra raggiungesse Approdo del Re.
I disordini civili nella città raggiungono il culmine con il passaggio di re Joffrey e della regina reggente Cersei, infatti il re viene colpito in faccia con del letame scagliatogli contro dalla folla. Furioso, Joffrey ordina alla Guardia Reale di ucciderli tutti, determinando una rivolta in cui i Lannister sono costretti a fuggire per portare la famiglia reale al sicuro.
Rientrati alla Fortezza Rossa, Tyrion schiaffeggia Joffrey per la sua stolta crudeltà e cerca di prendere in mano il controllo della situazione, ma la Guardia Reale non gli obbedisce, al contrario della Guardia Cittadina e dei soldati Lannister. Diversi nobili intrappolati fuori dai cancelli della Fortezza Rossa vengono quindi fatti a pezzi dalla folla inferocita, come ad esempio l'Alto Septon, il capo del culto dei sette dèi. Anche Sansa rimane intrappolata all'esterno delle mura e viene quasi stuprata, solo il tempestivo intervento del Mastino la salva.
Nella fortezza di Harrenhal, intanto, lord Tywin è continuamente frustrato dall'incompetenza del suo Consiglio di Guerra, ma si ritrova sempre più impressionato dalla sua giovane coppiera, ovvero Arya.
Dopo aver scoperto che la ragazza sa leggere, Tywin ed Arya parlano dei rispettivi padri e l'uomo le racconta di come suo padre, Tytos Lannister, avesse quasi portato alla caduta e alla rovina la Casa Lannister. L'entrata improvvisa di Baelish nella Sala del Consiglio minaccia di smascherarla, ma Arya riesce ad evitarlo.
Più tardi, Arya viene sorpresa da ser Amory a rubare una pergamena contenente degli ordini di guerra contro l'esercito del Nord. Per fortuna, la ragazzina riesce rapidamente a contattare Jaqen e a commissionare l'omicidio di Lorch, prima che quest'ultimo possa avvertire Tywin.
A Qarth, durante un'udienza, Daenerys chiede ai Tredici che le cedano alcune navi per raggiungere il Continente Occidentale, ricevendo un secco rifiuto.
 Più tardi, Dany e Xaro Xoan Daxos, di ritorno da una passeggiata, trovano i cadaveri delle guardie di Qarth che proteggevano il suo khalasar ed i suoi appartamenti: i suoi tre piccoli draghi sono stati rubati, mentre la sua ancella e amica Irri è stata assassinata.
Alla fine, si scopre che i draghi di Daenerys stanno venendo portati in una torre di Qarth da una misteriosa figura incappucciata.
- Durata: 54 minuti[21]
- Guest star: Donald Sumpter (Maestro Luwin), Ron Donachie (Ser Rodrik Cassel), Natalia Tena (Osha), Michael McElhatton (Lord Roose Bolton), Nonso Anozie (Xaro Xoan Daxos), Nicholas Blane (Re delle Spezie), Tom Wlaschiha (Jaqen H'ghar), Rose Leslie (Ygritte), Gwendoline Christie (Lady Brienne di Tarth), Oona Chaplin (Lady Talisa Maegyr), Simon Armstrong (Qhorin il Monco), Ralph Ineson (Dagmer), Ian Beattie (Ser Meryn Trant), Fintan McKeown (Ser Amory Lorch), Forbes KB (Black Lorren), Amrita Acharia (Irri), Kristian Nairn (Hodor), Steven Cole (Kovarro), David Verrey (Alto Septon), Peter Ballance (Farlen), David Coakley (Drennan), Aimee Richardson (Principessa Myrcella Baratheon), Art Parkinson (Principe Rickon Stark), Callum Wharry (Principe Tommen Baratheon), Reg Wayment (Rivoltoso di Approdo del Re 1), Aiden Condron (Capitano dei Lannister), Marko Juraga (Rivoltoso di Approdo del Re 2), Rea Separovic (Rivoltoso di Approdo del Re 3), Paul Caddell (Jacks), Aidan Crowe (Quent).
- Capitoli trasposti dalle Cronache del ghiaccio e del fuoco: 35 (Jon IV), 37 (Tyrion VIII), 38 (Theon III), 39 (Arya VIII), 40 (Catelyn V), 41 (Daenerys III), 42 (Tyrion IX), 47 (Bran VI), 51 (Theon IV), 52 (Jon VI), 53 (Sansa IV), 57 (Theon V) e 67 (Theon VI) del romanzo Lo scontro dei re (A Clash of Kings).
- Tracce della colonna sonora presenti: Finale, Valar Morghulis, Pyat Pree, Pay the Iron Price.
- Ascolti USA: telespettatori 3 879 000[22]
- Ascolti Italia (pay): telespettatori 366 976[19]
- Ascolti Italia (free): telespettatori non disponibili – share 1,55%[20]

## Un uomo senza onore
- Titolo originale: A Man Without Honor
- Diretto da: David Nutter
- Scritto da: David Benioff e D.B. Weiss

### Trama
Nelle Terre dell'Eterno Inverno, oltre la Barriera, Jon è ancora con Ygritte, la bruta precedentemente catturata, che adesso giace legata accanto a lui.
Appena svegli, la ragazza scopre che Jon ha fatto voto di castità e comincia così a stuzzicarlo, chiedendogli se valga davvero la pena rimanere astinenti per unirsi ai Guardiani della Notte. Jon, tra il confuso e l'imbarazzato, non sa cosa risponderle e Ygritte continua a tormentarlo, facendogli notare come lei e il suo popolo siano gente libera, che non deve eseguire gli ordini di nessun re diventato tale per diritto di nascita (tra i bruti, infatti, il “re” viene scelto dal popolo).
Dopo aver cercato, invano, di convincere Jon a unirsi a loro, la ragazza tenta di sedurlo per l'ultima volta, cogliendolo impreparato. Approfittando del momento di debolezza del giovane, Ygritte fugge nuovamente e Jon si getta al suo inseguimento, cadendo però in un'imboscata dei bruti.
A Qarth, intanto, Daenerys continua a chiedersi chi abbia osato rubare i suoi tre piccoli draghi e, grazie all'aiuto di ser Jorah, tornato da lei appena saputo dell'incidente, la ragazza scopre che è stato proprio il suo protettore, Xaro Xhoan Daxos, assieme a un altro membro del consiglio dei Tredici, l'inquietante mago Pyat Pree, a rubare i suoi tre "figli". Usando le sue abilità magiche, Pyat Pree mette alle strette Daenerys e le rivela dove si trovano i suoi draghi, ossia nella Casa degli Eterni, i potenti stregoni di Qarth.
Nell'accampamento degli Stark, il cugino di Cersei, Jaime e Tyrion, Alton, mandato in precedenza a riferire le condizioni di pace di Robb a Cersei, torna con la risposta negativa della regina reggente e, per mancanza di celle, viene imprigionato accanto a Jaime. Alton nutre una profonda ammirazione verso il cugino, cui ha fatto una volta da scudiero, e gli dice di essere disposto a tutto pur di aiutarlo. Jaime, approfittando della fiducia del ragazzo, lo avvicina e lo uccide selvaggiamente, facendo accorrere sul luogo una guardia degli Stark, allarmata dalle grida. Quando la guardia, ovvero l'ultimo figlio maschio in vita di lord Karstark, si accosta al corpo di Alton, Jaime lo soffoca con le catene delle proprie manette, gli ruba la chiave e fugge dall'accampamento.
Jaime viene ricatturato l'indomani e portato al cospetto di lord Karstark, che esige vendetta per la morte del figlio. Assenti sia Robb sia la guaritrice Talisa, è Catelyn a fermare il desiderio di vendetta di lord Karstark, che però non recede dalle sue volontà. Quando cala la notte, infatti, gli uomini di Karstark si ubriacano e tentano ripetute volte di entrare nella cella di Jaime. Brienne avverte quindi la sua padrona del rischio che il prigioniero non passi la notte e così lady Catelyn decide di entrare nella sua cella per parlare con lo Sterminatore di Re da sola.
Nella fortezza di Harrenhal, intanto, lo strano rapporto tra Tywin e Arya continua a intensificarsi. Il lord è ammirato dall'intelligenza della giovane, che dimostra conoscenze non ottenibili da una ragazza del popolo, tanto da iniziare a sospettare che non sia davvero chi dice di essere. Arya, dal canto suo, è molto furba e riesce a svicolare alle domande di Tywin, che però non sembra essere intenzionato a farle del male, arrivando addirittura a dirle che apprezza la sua compagnia.
Ser Jaime, al cospetto di lady Stark, le manca apertamente di rispetto e risponde alle accuse che essa gli fa, arrivando a ricordarle che, mentre lui è sempre stato fedele a una donna sola, ovvero sua sorella Cersei, suo marito Eddard era tornato dalla Ribellione di Robert con un figlio bastardo, ossia Jon, che Catelyn ha sempre odiato: non ha nessun diritto, quindi, di chiamarlo uomo senza onore o Sterminatore di Re, dato che il re da lui ucciso era un Targaryen, il Re Folle, odiato da tutto il popolo. Offesa da quelle pesanti parole, Catelyn chiede a Brienne di passarle la spada.
Nel mentre, a Harrenhal, durante la cena di quella sera, Arya ha la tentazione di approfittare di un momento di distrazione di Tywin per ucciderlo con un coltello, ma alla fine non riesce a decidersi a farlo e pertanto rinuncia.
A Approdo del Re, Sansa si sveglia facendo una triste scoperta: il suo letto è sporco del sangue del suo menarca e ciò vuol dire che ora è in grado di dare dei figli a Joffrey. Nonostante gli sforzi della sua ancella Shae, la regina reggente viene comunque a saperlo a causa di Sandor Clegane. Cersei, comunque sia, si dimostra incredibilmente comprensiva nei confronti della ragazza, avvertendola che nella vita non dovrà mai fidarsi di nessuno e amare solo i suoi figli. Alla domanda di Sansa se non dovesse amare anche re Joffrey, la regina reggente risponde con un laconico "puoi provarci".
Cersei è preoccupata che la crudeltà di Joffrey sia il risultato dell'incesto tra lei e il fratello gemello Jaime, come era accaduto un tempo per i Targaryen, che si sposavano tra loro per mantenere puro il sangue valyriano, ma che avevano sviluppato una vena di follia. Nel frattempo, Tyrion avverte la sorella che le navi di Stannis hanno appena superato l'isola di Tarth e che si stanno dirigendo sempre più verso nord: arriveranno quindi alle porte di Approdo del Re in meno di cinque giorni.
A Grande Inverno, intanto, Theon è su tutte le furie per la fuga di Bran, Rickon, Hodor ed Osha. Il ragazzo comincia a dar loro la caccia sguinzagliando i segugi, mentre i quattro continuano ad allontanarsi, giungendo infine in una fattoria dove vivono due orfani che, tempo prima, Bran aveva affidato alle cure dei contadini. Essendo tutti e quattro stanchi e affamati, decidono di fermarsi a riposare.
Theon giunge poco dopo alla fattoria sopraindicata, sconcertato perché i cani hanno perso la traccia dei fuggiaschi, ma ritrova dei gusci di noce che Rickon aveva precedentemente lasciato cadere per terra. Maestro Luwin tenta allora di far ragionare il ragazzo, ma viene fatto tornare a Grande Inverno dove, l'indomani, nella piazza del castello, Theon espone due corpi carbonizzati di bambini: alla loro vista, Luwin scoppia in un pianto disperato.
- Durata: 55 minuti[23]
- Guest star: Donald Sumpter (Maestro Luwin), Ian Hanmore (Pyat Pree), Nicholas Blane (Re delle Spezie), Nonso Anozie (Xaro Xhoan Daxos), Natalia Tena (Osha), Michael McElhatton (Lord Roose Bolton), Rose Leslie (Ygritte), Gwendoline Christie (Lady Brienne di Tarth), Oona Chaplin (Lady Talisa Maegyr), Ralph Ineson (Dagmer), Laura Pradelska (Quaithe), John Stahl (Lord Rickard Karstark), Karl Davies (Alton Lannister), Forbes KB (Black Lorren), Kristian Nairn (Hodor), Steven Cole (Kovarro), Ian Whyte (Ser Gregor Clegane), Art Parkinson (Principe Rickon Stark), Donagh Deeney (Pastore di Grande Inverno), Sara Dylan (Bernadette), Steve Wilson (Mastro dei cani di Theon Greyjoy), Slavko Juraga (Membro dei Tredici), Tyrone McElhennon (Torrhen Karstark), Neill Fleming (Soldato dei Karstark 1), Peter Ballance (Farlen), David Coakley (Drennan), Paul Caddell (Jacks), Duncan Lacroix (Soldato dei Karstark 2), David Sheehan (Guardia degli Stark), Aidan Crowe (Quent), Reg Wayment (Rivoltoso di Approdo del Re 1).
- Capitoli trasposti dalle Cronache del ghiaccio e del fuoco: 18 (Tyrion IV), 27 (Arya VI), 31 (Arya VII), 40 (Catelyn V), 41 (Daenerys III), 46 (Catelyn VI), 51 (Theon IV), 52 (Jon VI), 53 (Sansa IV), 56 (Catelyn VII), 57 (Theon V), 69 (Jon VIII) e 70 (Bran VII) del romanzo Lo scontro dei re (A Clash of Kings).
- Tracce della colonna sonora presenti: A Golden Crown, Pyat Pree, Pay the Iron Price.
- Ascolti USA: telespettatori 3 694 000[24]
- Ascolti Italia (pay): telespettatori 241 210[25]
- Ascolti Italia (free): telespettatori non disponibili – share 1,62%[26]

## Il principe di Grande Inverno
- Titolo originale: The Prince of Winterfell
- Diretto da: Alan Taylor
- Scritto da: David Benioff e D.B. Weiss

### Trama
A Approdo del Re, Tyrion e Bronn pianificano la difesa della capitale con l'aiuto di vari testi antichi. In seguito, interviene nella loro discussione lord Varys, chiedendo in che modo i due credano di poter bloccare l'assalto delle forze nemiche. Tyrion risponde con una battuta che aveva già usato in precedenza con il piromante Hallyne: "Li bloccheremo con sterco di maiale".
In seguito, il Folletto cena con sua sorella Cersei e quest'ultima lo accusa di aver complottato contro Joffrey per far sì che, al momento dell'assalto di Stannis, il re scenda in battaglia. Furiosa col fratello, Cersei dice a Tyrion di aver rapito la sua prostituta personale e di volerla tenere prigioniera per garantire la sicurezza di Joff; Tyrion, abbastanza scosso, chiede di poter vedere la sua amante e sua sorella ordina a una guardia di portarla nella stanza. A entrare non è però Shae, come si sarebbe aspettato il Folletto, ma Ros, una prostituta al soldo di Ditocorto, scambiata per l'amante di Tyrion a causa della collana che il nano le aveva precedentemente donato. Nonostante ciò, Tyrion finge che sia lei la sua amante e, dopo aver fatto una falsa dichiarazione d'amore a Ros per convincere la regina, corre nelle stanze di Shae e le dice che è in pericolo e che deve fare più attenzione.
Successivamente, Tyrion va in cerca di Joffrey per rendergli conto dei pericoli che dovranno affrontare ma, convintosi dell'inesperienza del ragazzo, inizia a temere il peggio per l'imminente battaglia.
Più tardi, Varys informa Tyrion che Daenerys Targaryen è ancora viva e che possiede tre draghi. L'eunuco sottolinea il fatto che ci vorranno anni prima che i draghi crescano e diventino una vera minaccia, ma resta comunque preoccupato. Tyrion, scettico sull'esistenza dei draghi, gli risponde con la frase: "Un gioco alla volta".
Oltre la Barriera, Ygritte e i suoi compagni presentano Jon al Lord delle Ossa, uno dei capi condottieri dei bruti. All'inizio, il Lord delle Ossa non comprende l'utilità del ragazzo e pertanto ordina la sua uccisione, ma Ygritte lo salva, dicendogli che Jon è il figlio bastardo di Ned Stark e che quindi il loro re, Mance Rayder, vorrà incontrarlo. Nel frattempo, il gruppo di ranger dei Guardiani della Notte è stato decimato e Qhorin è diventato anch'esso prigioniero dei bruti.
Intanto, all'accampamento degli altri Guardiani della Notte, Sam e il suo confratello Grenn scoprono un mantello nascosto sotto la neve, nel quale si trovano dei pugnali di ossidiana (vetro di drago).
A Harrenhal, lord Tywin intende attaccare Robb e il suo esercito, approfittando della presa di Grande Inverno da parte dei Greyjoy, così ordina a ser Gregor di rimanere a Harrenhal per controllare la fortezza e di tenersi Arya come coppiera, mentre lui tornerà sul campo di battaglia. La ragazzina, però, organizza la propria fuga con l'aiuto di Jaqen: a notte fonda, lei, Gendry e Frittella (un ragazzo che fa il fornaio, ora diventato loro amico) riescono a oltrepassare i cancelli della fortezza e a uscire indisturbati.
Nelle Terre dell'Ovest, re Robb e lady Talisa ritornano all'accampamento militare degli Stark dopo una passeggiata, ma trovano ad attenderli una brutta notizia: ser Jaime è stato liberato da Catelyn. La donna ha infatti pensato di proporre uno scambio ai Lannister, mandando Brienne a Approdo del Re con Jaime e sperando così che Joffrey restituisca loro Sansa e Arya, entrambe ancora credute prigioniere di Cersei. A causa di questa avventatezza, Robb si arrabbia molto con la madre e la fa sorvegliare giorno e notte.
Più tardi, lord Bolton offre ancora una volta il suo figlio bastardo per la riconquista di Grande Inverno e Robb accetta definitivamente. A un certo punto, nella tenda arriva lady Talisa e così lord Bolton lascia soli i due giovani. La ragazza racconta a Robb il suo passato e il re le confessa di non voler sposare la nipote o la figlia di lord Walder, come sancito nell'alleanza per attraversare il ponte sulle Torri Gemelle, ma di voler stare con lei. Talisa gli confessa a sua volta di essersi innamorata di lui e così i due giovani hanno un rapporto sessuale.
Nel frattempo, sulle navi di Stannis, Davos viene incaricato dal re di pianificare l'assedio della capitale. In seguito, i due uomini ricordano il periodo della Ribellione e della conquista del regno da parte di Robert, con Stannis che elogia la lealtà di Davos, comunicandogli infine che, una volta diventato re ufficialmente, lo nominerà suo Primo Cavaliere.
Dall'altra parte del Mare Stretto, ser Jorah dice a Daenerys di aver trovato una nave disposta a portarli a Astapor, ma lei si rifiuta di lasciare Qarth senza i suoi draghi. Mormont le consiglia allora di fuggire dalla città e di lasciarsi alle spalle le bestie, credendo che l'invito di Pyat Pree nella Casa degli Eterni sia una trappola. Daenerys, però, ribatte dicendo a Jorah di portarla proprio lì, poiché ella non lascerà mai la città senza prima essersi ripresa i suoi “figli”.
A Grande Inverno, Theon fa uccidere tutti i corvi messaggeri, così che le voci sulla morte di Bran e Rickon non lascino la città. Poco dopo, fa la sua comparsa Yara, assieme ad alcuni suoi soldati, rivelando di essere venuta per riportare il fratello a casa ed evitargli di morire nell'ormai indifendibile Grande Inverno, anche se Theon si rifiuta di abbandonarla; a quel punto, Yara torna alle Isole di Ferro da sola.
Più tardi, Maestro Luwin vede Osha portare del pane nelle cripte sotto la fortezza e, seguendola, scopre che Bran e Rickon sono ancora vivi e che si stanno nascondendo lì sotto con lo stalliere Hodor.
- Durata: 53 minuti[27]
- Guest star: Donald Sumpter (Maestro Luwin), Natalia Tena (Osha), Oona Chaplin (Lady Talisa Maegyr), Michael McElhatton (Lord Roose Bolton), Tom Wlaschiha (Jaqen H'ghar), Rose Leslie (Ygritte), Simon Armstrong (Qhorin il Monco), Gemma Whelan (Principessa Yara Greyjoy), Joe Dempsie (Gendry), Gwendoline Christie (Lady Brienne di Tarth), Ralph Ineson (Dagmer), Ian Gelder (Ser Kevan Lannister), John Stahl (Lord Rickard Karstark), Mark Stanley (Grenn), Ben Crompton (Eddison Tollett), Ben Hawkey (Frittella), Esmé Bianco (Ros), Andy Beckwith (Rorge), Steven Cole (Kovarro), Edward Dogliani (Lord delle Ossa), Kristian Nairn (Hodor), Gerard Jordan (Mordente), Art Parkinson (Principe Rickon Stark), Daniel Portman (Podrick Payne), Ian Whyte (Ser Gregor Clegane), Kerr Logan (Matthos Seaworth), Moe Dunford (Messaggero degli Stark), Mark Byatt (Torturatore dei Lannister), David Sheehan (Guardia degli Stark), Aiden Condron (Capitano dei Lannister), Ciaran McMahon (Soldato dei Lannister).
- Capitoli trasposti dalle Cronache del ghiaccio e del fuoco: 35 (Jon IV), 39 (Arya VIII), 42 (Tyrion IX), 48 (Arya IX), 50 (Tyrion XI), 57 (Theon V) e 69 (Jon VIII) del romanzo Lo scontro dei re (A Clash of Kings); 2 (Jaime I) e 3 (Catelyn I) del romanzo Tempesta di spade (A Storm of Swords).
- Tracce della colonna sonora presenti: Valar Morghulis, Winterfell, I Am Hers, She Is Mine.
- Ascolti USA: telespettatori 3 864 000[28]
- Ascolti Italia (pay): telespettatori 231 335[25]
- Ascolti Italia (free): telespettatori non disponibili – share 1,58%[26]

## L'assedio
- Titolo originale: Blackwater
- Diretto da: Neil Marshall
- Scritto da: George R. R. Martin

### Trama
La flotta di Stannis entra nella Baia delle Acque Nere e inizia l'attacco a Approdo del Re: comincia così la battaglia decisiva della guerra ora soprannominata dei “Cinque Re”.
Con l'avvicinarsi della flotta di Stannis, Tyrion fa avanzare una sola nave nella Baia, senza uomini a bordo, ma piena di Altofuoco. 
 Davos, capitano della flotta di re Stannis, si rende conto troppo tardi del pericolo e, quando Bronn scocca una freccia infuocata in mare, il fiume di Altofuoco rilasciato dalla nave Lannister si incendia e raggiunge la nave stessa di Davos. Quest'ultima esplode in mille pezzi, distruggendo gran parte della flotta di Stannis e uccidendo Matthos, figlio di Davos. 
Imperterrito, Stannis fa sbarcare il resto delle sue truppe e va all'assalto delle mura della città.
A proteggere la Porta del Fango, una delle 7 porte che chiudono e proteggono Approdo del Re, viene mandata una piccola armata guidata da Sandor Clegane, ma i soldati sono costretti a ritirarsi quando Sandor soccombe alla sua paura del fuoco e scappa. 
Con nessuna resistenza, Stannis e le sue forze iniziano a posizionare un ariete e le scale d'assedio.
Nel frattempo, Sansa e la sua ancella, Shae, si trovano all'interno della Fortezza Rossa con Cersei e le altre donne della corte. 
La regina reggente, mentre beve un bicchiere di vino dopo l'altro, inizia a raccontare a Sansa dei molti oneri che deve sopportare una regina e la informa che, se la città dovesse cadere, tutte loro verranno violentate e poi uccise. 
Successivamente, Cersei comincia a sospettare che Shae potrebbe non essere chi dice di essere. L'ancella cerca di rispondere alle domande della regina reggente, ma viene interrotta dall'arrivo di Lancel che, ferito, informa Cersei che la battaglia non sta andando affatto bene. Temendo per la sicurezza di Joffrey, Cersei ordina a Lancel di scortare il figlio nelle sue stanze. Joffrey, avendo paura della battaglia, esegue gli ordini di sua madre e lascia il comando delle truppe alla Guardia Reale.
Con il ritiro di Joffrey e l'imminente entrata dell'esercito di Stannis dalla Porta del Fango, i difensori della città cominciano a perdere il morale. Nonostante questo, Tyrion riesce a radunare degli uomini e a condurli attraverso un tunnel segreto, che li porta proprio alle spalle delle forze dei Baratheon. Tuttavia, anche se la prima ondata viene rapidamente sconfitta, una seconda armata di rinforzi di Stannis arriva sul posto.
Durante la battaglia, ser Mandon Moore, una Guardia Reale, tenta di assassinare Tyrion, ma il nano viene provvidenzialmente salvato dal suo scudiero, Podrick Payne, che trafigge ser Mandon con una lancia. Ferito e sconvolto dall'attacco, Tyrion perde i sensi.
Lord Tywin giunge improvvisamente sulla spiaggia della Baia con il suo esercito unito a quello dei Tyrell, cogliendo alle spalle gli assedianti che, soverchiati dalle forze nemiche, vengono rapidamente sconfitti. Stannis riesce però a fuggire, trascinato via dai suoi uomini.
Nelle stanze private di Sansa, Sandor Clegane, intenzionato a fuggire dalla capitale per andare a nord, propone alla ragazza di scortarla fino a Grande Inverno, ma ella rifiuta.
Nello stesso momento, Cersei è seduta sul Trono di Spade e sta raccontando al figlioletto Tommen una storia per consolarlo e, successivamente, avvelenarlo per paura del brutto esito della battaglia. Prima di far bere la fiala di veleno al figlio, però, la regina reggente viene sorpresa dal rumore delle porte della Sala del Trono che si spalancano: suo padre Tywin irrompe nella stanza e la informa di aver vinto la battaglia. Cersei, sorpresa dal fatto, lascia cadere a terra la fiala di veleno.
- Durata: 54 minuti[29]
- Guest star: Roy Dotrice (Hallyne), Julian Glover (Gran Maestro Pycelle), Eugene Simon (Ser Lancel Lannister), Kerr Logan (Matthos Seaworth), Finn Jones (Ser Loras Tyrell), Sahara Knite (Armeca), Tony Way (Dontos Hollard), Wilko Johnson (Ser Ilyn Payne), Stephen Swift (Guardia dei Lannister), Callum Wharry (Principe Tommen Baratheon), Daniel Portman (Podrick Payne), Gordan Mahon (Ser Imry Florent), James Doran (Ser Mandon Moore), Kieran Cunningham (Ufficiale dei Baratheon), Michael Grennell (Capitano degli arcieri).
- Capitoli trasposti dalle Cronache del ghiaccio e del fuoco: 48 (Arya IX), 49 (Daenerys IV), 58 (Sansa V), 59 (Davos III), 60 (Tyrion XIII), 61 (Sansa VI), 62 (Tyrion XIV) e 66 (Sansa VIII) del romanzo Lo scontro dei re (A Clash of Kings).
- Tracce della colonna sonora presenti: Warrior of Light, Wildfire, Don't Die with a Clean Sword, One More Drink Before the War, Stand and Fight, I Will Keep You Safe, The Rains of Castamere (2ª st.).
- Ascolti USA: telespettatori 3 384 000[30]
- Ascolti Italia (pay): telespettatori 330 003[31]
- Ascolti Italia (free): telespettatori 345 000 – share 1,19%[32]

## Chiunque può essere ucciso
- Titolo originale: Valar Morghulis
- Diretto da: Alan Taylor
- Scritto da: David Benioff e D.B. Weiss

### Trama
A Approdo del Re, i Lannister festeggiano la vittoria della battaglia delle Acque Nere contro Stannis, con re Joffrey che premia i suoi fedeli sudditi per via del loro aiuto nel momento del bisogno. Lord Tywin viene accolto con calore da suo nipote e nominato "Salvatore della Città", riprendendo il ruolo di Primo Cavaliere. Il re, inoltre, regala a lord Baelish la fortezza di Harrenhal, per ringraziarlo di aver portato i Tyrell dalla sua parte. 
In tale seduta, Margaery, sorella minore di Loras, che si era alleato con Tywin per sconfiggere Stannis, chiede la mano di re Joffrey, il quale, presa conferma da sua madre Cersei e dal Gran Maestro Pycelle che il giuramento fatto a Sansa non è più valido, accetta volentieri.
Sansa è contentissima di non dover più sposare il crudele Joffrey, ma Baelish le ricorda che è ancora in pericolo e che lui farà di tutto per farla tornare a Grande Inverno sana e salva.
Intanto, lord Varys incontra una prostituta al soldo di Ditocorto, Ros, e le chiede di iniziare a lavorare per lui.
Tyrion è sopravvissuto alla battaglia e si trova a letto, medicato per la ferita al volto procuratosi durante gli scontri. Con l'arrivo in città di lord Tywin, egli ha perso il titolo di Primo Cavaliere e molti alleati, rimanendo fiducioso solo del suo fidato scudiero, Podrick, che gli ha salvato la vita. 
Tyrion viene inoltre informato da lord Varys che il suo mercenario Bronn è stato destituito e che i barbari delle montagne di Arryn sono tornati nella Valle con un lauto compenso.
Successivamente, il Folletto incontra la sua amata Shae, che gli chiede di lasciare la pericolosa Approdo del Re assieme a lei, per poi attraversare il Mare Stretto e raggiungere la libera città di Pentos.
Lord Varys informa Tyrion che, dietro al suo attentato a opera di ser Mandon, c'è sua sorella la regina e che, anche se nessuno lo ringrazierà mai, è lui il vero eroe della battaglia delle Acque Nere.
Nonostante tutte le sue sofferenze e la caduta del suo potere, alla fine Tyrion rifiuta di lasciare Approdo del Re con Shae, poiché la capitale è la sua casa e il suo mondo.
A Roccia del Drago, la collera di Stannis per la sconfitta nella battaglia si riversa sulla sacerdotessa rossa Melisandre, che gli aveva promesso un grande futuro da vincitore. Stannis tenta di strangolare la donna, ma si ferma dopo aver compreso di aver preso parte all'omicidio di suo fratello minore Renly. Melisandre, allora, lo informa che, per diventare re, dovrà essere pronto a tradire chiunque e poi, davanti a un braciere, gli fa scrutare attentamente le fiamme che irradiano la potenza del Signore della Luce.
Nelle Terre dell'Ovest, re Robb confida a sua madre Catelyn di essere innamorato di lady Talisa e di non voler procedere al matrimonio combinato con una delle figlie/nipoti di lord Walder. Catelyn lo avverte che infrangere il suo giuramento con lord Frey potrebbe rivelarsi disastroso, ma il Re del Nord sposa comunque Talisa in gran segreto.
Nel frattempo, Brienne continua la sua missione, che consiste nello scortare Jaime a Approdo del Re per scambiarlo con Sansa e Arya. La donna protegge a tutti i costi il suo prigioniero, uccidendo anche delle guardie Stark che li avevano raggiunti e avevano scoperto l'identità dell'uomo. Quando lo Sterminatore di Re le chiede perché abbia ucciso quegli uomini, Brienne risponde dicendogli che lei non serve gli Stark, ma solo Catelyn.
A Grande Inverno, Theon è contrariato per l'assedio che si sta per verificare a opera di alcuni uomini del Nord, presumibilmente guidati dal bastardo di lord Bolton. Maestro Luwin gli consiglia quindi di abbandonare il castello e di fuggire verso nord, per diventare un Guardiano della Notte, ma lui decide di combattere fino alla morte con i suoi uomini. Tuttavia, finito il discorso di incitamento per i soldati, Theon viene colpito alla testa dal suo primo ufficiale Dagmer e sviene. I suoi uomini lo trascinano via per, presumibilmente, consegnarlo agli assedianti, ma Luwin cerca di aiutare il povero Greyjoy, solo che questa azione costa al vecchio maestro una ferita mortale inflittagli da Dagmer.
Successivamente, Bran e il suo gruppo di fuggiaschi escono dalle cripte e trovano Grande Inverno saccheggiata e in fiamme. Poco dopo, trovano Luwin in agonia nel Parco degli Dei, che dichiara per l'ultima volta la sua lealtà e il suo amore per gli Stark, prima di ricevere una morte veloce da Osha. 
 In seguito, Bran e il suo gruppo scappano dalle rovine di Grande Inverno e si dirigono a nord, verso la Barriera.
Arya e i suoi compagni, Gendry e Frittella, si stanno allontanando da Harrenhal quando, improvvisamente, vengono sorpresi dalla comparsa del misterioso assassino, Jaqen, che li ha aiutati a fuggire. Jaqen offre a Arya un viaggio a Braavos, per allenarla e farle ottenere le sue stesse capacità segrete ma, anche se tentata, la ragazzina decide di tornare dalla sua famiglia. Prima di andarsene, però, Jaqen regala a Arya una moneta speciale, legata alla formula "Valar Morghulis", dicendole che queste due cose le potrà utilizzare per chiamare lui o qualunque altro Uomo Senza Volto. Dopodiché, l'uomo afferma che Jaqen è morto e si gira verso di lei, rivelandole un volto completamente diverso.
A Qarth, Daenerys entra nella Casa degli Eterni e, dopo aver percorso anguste scale e corridoi a non finire, si ritrova nella Sala del Trono della Fortezza Rossa: l'ambiente è deserto, il tetto è scoperchiato e continua a nevicare. Mentre è in procinto di toccare il Trono di Spade, Dany inizia a sentire il pianto dei suoi tre draghi provenire da una porta vicino al Trono, quindi non si ferma e continua verso di essa. Daenerys si ritrova improvvisamente oltre la Barriera, uscita dalla galleria che porta verso la Foresta Stregata, e a pochi metri di distanza intravede, nella bufera di neve, una tenda Dothraki. Una volta entrata, Dany viene sorpresa dalla vista del suo defunto marito, Khal Drogo, che regge tra le braccia il loro figlio mai nato, Rhaego. A malincuore, Daenerys decide comunque di proseguire e si ritrova così in una sala circolare, dove i suoi tre draghi sono stati incatenati su un piedistallo di pietra. All'improvviso, appare Pyat Pree, che usa la sua magia per incatenare Dany alle pareti, per poi spiegarle che, con il ritorno dei draghi, la sua magia si è ingigantita e che, siccome lei è l'unica che può accudire le bestie, ora dovranno rimanere tutti e quattro intrappolati in quel luogo, per l'eternità. Daenerys ordina allora ai suoi tre draghi di lanciare fiamme contro Pyat Pree, così loro lo bruciano vivo, spezzando l'incantesimo. Liberati dalle catene, la Madre dei Draghi e i suoi tre piccoli fuggono dalla Casa degli Eterni.
Arrivata nelle stanze di Xaro, Dany trova l'uomo addormentato a fianco di Doreah, la sua ancella. Dopo avergli sottratto la chiave della camera blindata, Daenerys la apre e scopre che all'interno non vi è nulla: la ricchezza tanto ostentata dall'uomo era solo apparenza. Dany rinchiude quindi Xaro e Doreah all'interno della camera blindata, per lasciarli morire di stenti, poi saccheggia gli appartamenti del nobile, al fine di comprarsi una nave.
Oltre la Barriera, Jon uccide il ranger Qhorin, in seguito a un duello iniziato da quest'ultimo come strategia per far sì che il Popolo Libero inizi a fidarsi del giovane Guardiano della Notte, che in questo modo potrà infiltrarsi tra loro. Successivamente, i bruti bruciano il cadavere del Monco e proseguono con Jon verso il covo di Mance Rayder, il Re oltre la Barriera.
Nel frattempo, all'accampamento dei Guardiani della Notte, Sam, Grenn e Eddison Tollet, un ex scudiero detto “Edd”, sentono echeggiare tre suoni di corno: avvistamento di Estranei. Grenn e Edd riescono a fuggire, ma Sam viene lasciato indietro.
Nascostosi dietro a una roccia, Samwell assiste all'avanzata di una moltitudine di bruti e Guardiani della Notte che, dopo essere morti, sembrano essere stati riportati in vita. Tra la massa di cadaveri si palesa la figura di un umanoide, con pelle bluastra e raggrinzita che, in sella a un cavallo non-morto, sembra guidare la gigantesca orda verso la Barriera. Alla fine, l'Estraneo fatto di ghiaccio, con una lancia dalla punta di cristallo in mano, ignora Sam e incita l'orda di non-morti all'immensa marcia offensiva.
- Durata: 63 minuti[33]
- Guest star: Donald Sumpter (Maestro Luwin), Julian Glover (Gran Maestro Pycelle), Ian Hanmore (Pyat Pree), Natalia Tena (Osha), Tom Wlaschiha (Jaqen H'ghar), Simon Armstrong (Qhorin il Monco), Gwendoline Christie (Lady Brienne di Tarth), Rose Leslie (Ygritte), Nonso Anozie (Xaro Xhoan Daxos), Joe Dempsie (Gendry), Oona Chaplin (Lady Talisa Maegyr), Esmé Bianco (Ros), Finn Jones (Ser Loras Tyrell), Mark Stanley (Grenn), Ben Crompton (Eddison Tollett), Ben Hawkey (Frittella), Ralph Ineson (Dagmer), Roxanne McKee (Doreah), Steven Cole (Kovarro), Kristian Nairn (Hodor), Art Parkinson (Principe Rickon Stark), Edward Dogliani (Lord delle Ossa), Forbes KB (Black Lorren), Daniel Portman (Podrick Payne), Patrick O'Kane (Nuovo volto di Jaqen H'ghar), Michael Shaeffer (Soldato degli Stark), Christopher Reilly (Soldato Tom), Terry Byrne (Septon), Ross Mullan (Estraneo), Jason Momoa (Khal Drogo), Wren Ros Elliott-Sloan (Rhaego).
- Capitoli trasposti dalle Cronache del ghiaccio e del fuoco: 66 (Sansa VIII), 67 (Theon VI), 68 (Tyrion XV), 69 (Jon VIII) e 70 (Bran VII) del romanzo Lo scontro dei re (A Clash of Kings); 1 (Prologo), 2 (Jaime I), 8 (Jon I) e 15 (Catelyn II) del romanzo Tempesta di spade (A Storm of Swords).
- Tracce della colonna sonora presenti: Kill Them All, What Is Dead May Never Die, Valar Morghulis, Winterfell, I Am Hers, She Is Mine, Pyat Pree, We Are the Watchers on the Wall, House of the Undying, Mother of Dragons, Three Blasts.
- Ascolti USA: telespettatori 4 202 000[34]
- Ascolti Italia (pay): telespettatori 328 971[31]
- Ascolti Italia (free): telespettatori 436 000 – share 1,74%[32]